# Un monstruo viene a verme (película)
Un monstruo viene a verme (en inglés, A Monster Calls) es una película hispano-británico-estadounidense de fantasía oscura dramática de 2016 dirigida por Juan Antonio Bayona, basada en la novela de 2011 del mismo nombre de Patrick Ness, quien también escribió el guion. La cinta está protagonizada por Lewis MacDougall, Liam Neeson, Felicity Jones, Sigourney Weaver, Toby Kebbell y Geraldine Chaplin. La película se estrenó en España el 7 de octubre de 2016 a través de Focus Features y el 23 de diciembre del mismo año en Estados Unidos.

## Sinopsis
Connor (Lewis MacDougall) es un joven inglés de 13 años que, tras la separación de sus padres, se convierte en el hombre de la casa y el encargado de llevar las riendas del hogar. Con su joven madre (Felicity Jones) enferma, el pequeño intentará superar todos sus miedos y fobias con la ayuda de un monstruo (Liam Neeson). Fantasía, cuentos de hadas e historias imaginarias del pequeño se verán las caras no solo con la realidad, sino con su fría y calculadora abuela (Sigourney Weaver). Con este nuevo trabajo J.A. Bayona cierra una trilogía sobre las relaciones madre-hijo, que inició con El orfanato y continuó con Lo imposible.

## Argumento
Conor O'Malley, de 13 años, mantiene un estrecho vínculo con su madre gravemente enferma y mantiene a la familia durante sus tratamientos regulares de quimioterapia en el hospital.  La abuela de Conor les visita a menudo y sugiere que Conor viva con ella en el caso de la muerte de su madre. Conor se resiste a aceptar esta oferta debido a su personalidad fría.  En la escuela, Conor es ridiculizado como un soñador y le acosa habitualmente su compañero Harry. A Conor también le atormenta una pesadilla en la que la vieja iglesia cerca de su casa se la traga un agujero y agarra a su madre para evitar que también caiga. Conor expresa sus emociones a través del dibujo, un talento que ha heredado de su madre. 
Una noche, exactamente siete minutos después de la medianoche, se despierta de su pesadilla y ve el gran tejo junto a la iglesia transformarse en un monstruo que se acerca a su casa  y le habla. El Monstruo le dice que le contará tres historias durante sus próximas reuniones, después de lo cual Conor debe contarle al Monstruo una cuarta historia a cambio.
En la primera historia del Monstruo, un príncipe se escapa de su madrastra, la supuesta reina malvada, con su novia, pero luego mata a su novia dormida debajo de un árbol de tejo y culpa para volver al pueblo contra ella y que le nombren rey a él. El Monstruo, que sabe la verdad, oculta a la reina.
Al empeorar el estado de la madre de Conor, él se muda con su abuela. El padre de Conor, que vive en Los Ángeles con una nueva familia, visita a Conor y lo invita a visitar a su madrastra en Navidad, lo que le da a Conor la esperanza de que pueda vivir con él permanentemente. 
Esa noche,  Conor invoca al Monstruo moviendo las manillas del reloj de su abuela para que marquen las 12:07. El Monstruo aparece y cuenta su segunda historia: un párroco de corazón duro le prohíbe a un boticario extraer medicina de un viejo tejo, pero deja de hacerlo cuando son sus propios hijos se enferman. Sin embargo, el boticario se niega a ayudarlo, y el Monstruo comienza a destruir la casa del párroco como castigo.  Conor se une con entusiasmo a la destrucción, pero en realidad destroza la sala de estar de su abuela. Cuando ésta vuelve, si bien se disgusta, no castiga a Conor.
El estado de la madre de Conor empeora aún más y sus médicos recurren a un tratamiento final con madera de tejo. Conor se entera de esto e implora al Monstruo que cure a su madre, pero el Monstruo se desentiende del asunto por ser algo ajeno a su responsabilidad. 
En la escuela, Harry le dice a Conor que ya no lo molestará porque «ya no lo ve». El Monstruo aparece y cuenta la historia de un hombre invisible que no quería serlo. Con el apoyo del Monstruo, Conor ataca a Harry que acaba hospitalizado. Para asombro de Conor, la directora se abstiene de castigar a Conor y  comprende su situación actual. 
Cuando ya resulta obvio que su madre morirá, Conor corre hacia el tejo, donde el Monstruo lo obliga a revivir su pesadilla, en la que su madre  está colgando al borde del agujero en la tierra, agarrada de la mano de Conor, luego cae y desaparece en las profundidades.
Conor finalmente admite que en su pesadilla era él quien soltaba la mano de su madre, que desde hacía tiempo sospechaba que su madre no superaría la enfermedad y en secreto esperaba que ella muriera pronto para dejar de sufrir, al mismo tiempo que no deseaba su muerte, lo que lo llena de culpa. El Monstruo le alaba por su valentía al admitir la verdad
La abuela de Conor lo encuentra dormido bajo el tejo y lo lleva al hospital, donde se reconcilian.  En el hospital, Conor abraza a su madre por última vez antes de que ella muera siete minutos después de la medianoche. Una vez en casa de su abuela, Conor descubre que ella ha remodelado la antigua habitación de su madre para él.  Ahí encuentra el viejo cuaderno de dibujo de su madre, que incluye las historias que le contó el Monstruo y un dibujo de su madre de niña subida al hombro del Monstruo.

## Reparto
- Lewis MacDougall como Connor.
- Felicity Rose Hadley Jones como la madre.
- Liam Neeson como El Monstruo (voz y captura de movimiento) y el Abuelo (en fotos).
- Tom Holland como El Monstruo (captura de movimiento adicional).
- Sigourney Weaver como la abuela de Connor.
- Toby Kebbell como el padre de Connor.
- Geraldine Chaplin como la Directora de la escuela a la que asiste Connor.
- James Melville como Harry.
- Lily-Rose Aslandogdu como Lily.
- Jennifer Lim como la Señorita Kwan.
- Frida Palsson como la madre de Lily.

## Producción
El 5 de marzo de 2014, Focus Features compró los derechos cinematográficos del libro por 20 millones de dólares. La película fue dirigida por Juan Antonio Bayona y escrita por el autor del libro, Patrick Ness. El 23 de abril de 2014 Felicity Jones se unió al reparto de la película para interpretar a la madre del niño protagonista. El 8 de mayo, Liam Neeson se unió a la película para interpretar al Monstruo. El 18 de agosto, Sigourney Weaver se sumó para interpretar a la abuela del niño. El 19 de agosto, Toby Kebbell también se unió a la película. El 3 de septiembre, el autor Ness twiteó que el joven actor Lewis MacDougall se había agregado al proyecto para el papel principal de la película. El 30 de septiembre, Geraldine Chaplin se unió al elenco.

### Rodaje
La fotografía principal de la película comenzó el 30 de septiembre de 2014, y el rodaje tuvo lugar en España e Inglaterra. El 9 de octubre, el rodaje se llevó a cabo en Preston, Lancashire y Mánchester

## Estreno
La película se estrenó el 7 de octubre de 2016, a través de Focus Features. El primer fin de semana en taquilla recaudó 3,6 millones de euros y se convirtió en el mejor estreno español de 2016.

## Exposiciones
Por primera vez en España, se expusieron en Córdoba varias maquetas originales de la película, creadas por la empresa DDT Efectos Especiales, en el marco del evento lúdico y cultural denominado "Santa Cruz Crea 2017", donde uno de sus escultores, el cordobés Noé Serrano, expuso dichas piezas, incluyendo una de las reproducciones de la cabeza del monstruo, de 1.80 metros de altura.

## Respuesta crítica
El sitio web de revisión y reseñas para cine y televisión Rotten Tomatoes le da a la película una calificación de aprobación del 86% según 267 reseñas y un puntaje promedio de 7.6 / 10. El consenso crítico del sitio dice: "Un monstruo viene a verme equilibra hábilmente temas oscuros y elementos fantásticos para ofrecer una entrada fascinante y conmovedora en el concurrido género de coming-of-age".

## Premios y nominaciones
31.ª edición de los Premios Goya
| Categoría                     | Nominados                             | Resultado |
| ----------------------------- | ------------------------------------- | --------- |
| Mejor película                | Mejor película                        | Nominada  |
| Mejor dirección               | Juan Antonio Bayona                   | Ganador   |
| Mejor actriz de reparto       | Sigourney Weaver                      | Nominada  |
| Mejor guion adaptado          | Patrick Ness                          | Nominado  |
| Mejor dirección de producción | Sandra Hermida Muñiz                  | Ganadora  |
| Mejor montaje                 | Jaume Martí Bernat Vilaplana          | Ganadores |
| Mejor música original         | Fernando Velázquez                    | Ganador   |
| Mejor fotografía              | Óscar Faura                           | Ganador   |
| Mejor dirección artística     | Eugenio Caballero                     | Ganador   |
| Mejor maquillaje y peluquería | David Martí Marese Langan             | Ganador   |
| Mejor sonido                  | Marc Orts Oriol Tarragó Peter Glossop | Ganadores |
| Mejores efectos especiales    | Félix Bergés Pau Costa                | Ganadores |

Premios Platino
| Año  | Categoría                     | Candidato                               | Resultado |
| ---- | ----------------------------- | --------------------------------------- | --------- |
| 2017 | Mejor Dirección               | Juan Antonio Bayona                     | Nominado  |
| 2017 | Mejor Música Original         | Fernando Velázquez                      | Nominado  |
| 2017 | Mejor Dirección de Montaje    | Bernat Vilaplana y Jaume Martí          | Ganadores |
| 2017 | Mejor Dirección de Arte       | Eugenio Caballero                       | Ganador   |
| 2017 | Mejor Dirección de Fotografía | Óscar Faura                             | Ganador   |
| 2017 | Mejor Dirección de Sonido     | Peter Glossop, Oriol Tarragó, Marc Orts | Ganadores |
| 2017 | Cine y Educación en Valores   | Cine y Educación en Valores             | Nominado  |

Premios Forqué
| Premio al Cine de Educación en Valores | Premio al Cine de Educación en Valores | Ganador |

Premios Fotogramas de Plata
| Mejor Película según los lectores | Mejor Película según los lectores | Ganador |

Premios Feroz
| Categoría                | Nominado           | Resultado |
| ------------------------ | ------------------ | --------- |
| Mejor Música Original    | Fernando Velázquez | Ganador   |
| Mejor Actor protagonista | Lewis MacDougall   | Nominado  |

Medallas del Círculo de Escritores Cinematográficos
| Categoría            | Nominado                       | Resultado |
| -------------------- | ------------------------------ | --------- |
| Mejor guion adaptado | Patrick Ness                   | Nominado  |
| Mejor fotografía     | Óscar Faura                    | Ganador   |
| Mejor Montaje        | Bernat Vilaplana y Jaume Martí | Ganador   |
| Mejor Música         | Fernando Velázquez             | Ganador   |

Premios Gaudí
| Categoría                           | Nominado                                           | Resultado |
| ----------------------------------- | -------------------------------------------------- | --------- |
| Mejor película de habla no catalana | Un monstruo viene a verme                          | Ganador   |
| Mejor dirección                     | Juan Antonio Bayona                                | Ganador   |
| Mejor dirección artística           | Eugenio Caballero                                  | Ganador   |
| Mejor dirección de producción       | Sandra Hermida                                     | Ganador   |
| Mejor montaje                       | Jaume Martí y Bernat Vilaplana                     | Ganador   |
| Mejor fotografía                    | Oscar Faura                                        | Ganador   |
| Mejor sonido                        | Oriol Tarragó, Peter Glossop y Marc Orts           | Ganador   |
| Mejores efectos visuales            | Félix Bergés, Pau Costa, David Martí y Montse Ribé | Ganador   |
| Mejor música original               | Fernando Velázquez                                 | Nominado  |
| Mejor diseño de vestuario           | Steven Noble                                       | Nominado  |
| Mejor maquillaje y peluquería       | Marese Langan                                      | Nominado  |

Critics Choice Awards 2016
| Categoría         | Nominado         | Resultado |
| ----------------- | ---------------- | --------- |
| Mejor Actor Joven | Lewis MacDougall | Nominado  |